# Crabapple
Crabapple è una comunità non incorporata degli Stati Uniti d'America situata nella contea di Gillespie dello Stato del Texas.
Si trova 10,5 miglia (16,9 km) a nord di Fredericksburg nei pressi del Crabapple Creek, circa a metà strada tra Fredericksburg e l'Enchanted Rock State Park, ad un'altitudine di 1.775 metri.